# محمد رضا رحشماني
محمد رضا رحشماني (بالفارسية: محمدرضا راه‌چمنی)‏ (1 ديسمبر 1952 في سبزوار - 9 مارس 2020 في طهران) سياسي إصلاحي وطبيب من إيران. كان في الفترة 1984 إلى 2000، مثل مدينة سبزوار في البرلمان الإيراني. في أوائل العقد الأول من القرن الحادي والعشرين، ترأس منظمة رعاية الدولة الإيرانية.

## النشأة والتحصيل العلمي
ولد رحشماني في 1 ديسمبر 1952 في سبزوار ودرس الطب.

## المهنة
لا يوجد له سجل سجن قبل الثورة الإيرانية، وهو ليس من قدامى المحاربين في حرب الخليج الأولى.
هو عضو مؤسس في حزب التضامن الإسلامي الإيراني، من 1998 إلى 2002، كان الأمين العام للحزب، وفي عام 2006 أصبح رئيسًا للمجلس المركزي.
وكان أيضًا أحد الأعضاء المؤسسين للرابطة الإسلامية للجمعية الطبية الإيرانية.
في عام 2020، بصفته الأمين العام لحزب الوحدة الوطنية والتعاون، تحدى قرار الإصلاحيين السائد لعدم مشاركتهم في الانتخابات التشريعية الإيرانية لعام 2020، بإعلان تحالف من اثني عشر حزبًا إصلاحيًا.

## الوفاة
توفي رحشماني عن عمر يناهز 67 عامًا بسبب مرض فيروس كورونا 2019 في 9 مارس 2020.